# Garin Boka (Tanout)
Garin Boka ist ein Dorf in der Stadtgemeinde Tanout in Niger.

## Geographie
Das von einem traditionellen Ortsvorsteher (chef traditionnel) geleitete Dorf liegt in der Landschaft Damergou. Es befindet sich rund 24 Kilometer südwestlich des urbanen Zentrums der Gemeinde Tanout, die zum gleichnamigen Departement Tanout in der Region Zinder gehört. Zu den Siedlungen in der näheren Umgebung von Garin Boka zählen Maja im Südosten und Dan Kamsa im Südwesten.
Garin Boka ist Teil der Übergangszone zwischen Sahara und Sahel. Die durchschnittliche jährliche Niederschlagsmenge beträgt hier zwischen 200 und 300 mm.

## Bevölkerung
Bei der Volkszählung 2012 hatte Garin Boka 1276 Einwohner, die in 222 Haushalten lebten. Bei der Volkszählung 2001 betrug die Einwohnerzahl 859 in 169 Haushalten.

## Wirtschaft und Infrastruktur
Garin Boka liegt in einem Gebiet des Übergangs zwischen der Naturweidewirtschaft des Nordens und des Ackerbaus des Südens. Mehrere öffentlich zugängliche Brunnen wurden in den 2010er Jahren erneuert. Mit einem Centre de Santé Intégré (CSI) ist ein Gesundheitszentrum vorhanden. Es wurde von der Stiftung Tattali Iyali der Präsidentengattin Lalla Malika Issoufou errichtet.